# Suxianshi
Suxianshi (kinesiska: 苏仙石, 苏仙石乡) är en socken i Kina. Den ligger i provinsen Henan, i den centrala delen av landet, omkring 380 kilometer sydost om provinshuvudstaden Zhengzhou. Antalet invånare är 9 485. Befolkningen består av 4 606 kvinnor och 4 879 män. Barn under 15 år utgör 29,0 %, vuxna 15-64 år 59 %, och äldre över 65 år 11,0 %.
Genomsnittlig årsnederbörd är 1 451 millimeter. Den regnigaste månaden är juli, med i genomsnitt 275 mm nederbörd, och den torraste är januari, med 33 mm nederbörd.